# Cembalo

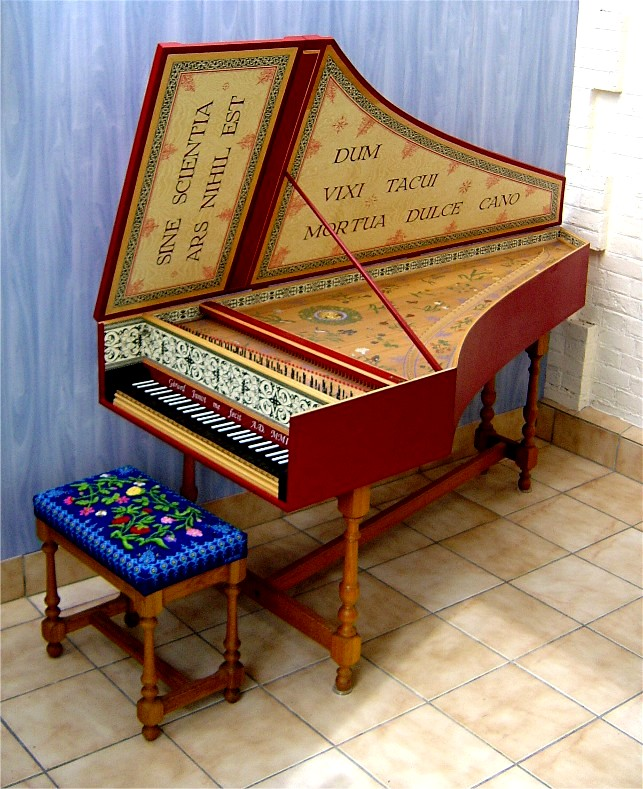
Cembalo vlámské konstrukce

Cembalo (zkrácenina z clavicembalo) nebo také clavecin, harpsichord nebo spinet, je klávesový nástroj, u nějž vzniká zvuk trsáním hrotu o struny.

## Historie
Praotcem cembala byl řecký monochord, původně přístroj na měření hudebních intervalů. Byla to jediná struna napjatá na ozvučné desce, která se posuvnou kobylkou dělila na různě dlouhé úseky, a ty se pak rozeznívaly paličkou, které se říkalo plektron.
Zvýšením počtu strun vznikl polychord, který již byl od počátku zamýšlen jako hudební nástroj. Poměrně značně se rozšířil a v různých zemích byl znám pod různými názvy (helikon, manicorde, manicordium).
Připojením klaviatury a trsacího mechanizmu rozechvívajícího struny vznikl, nejspíše na začátku 14. století, klavichord (anglická šachovnice, ve Španělsku exaquir).
Podstatným rysem všech těchto nástrojů je to, že všechny struny jsou stejně dlouhé, jsou naladěné na stejnou výšku a při hře se výška tónu mění zkracováním délky struny posuvem kobylky a změnou místa, kde se jazýčky dotýkají strun.
Paralelně s klavichordem vzniká klavicembalo, které se od klavichordu liší tím, že jeho struny jsou různě dlouhé, z nichž každá je naladěna na jinou výšku tónu. Zpočátku byla pro každý tón struna jedna, později dvě až tři.

## Popis
Cembalo se skládá ze skříně, klaviatury, nohou, ozvučné desky a strun. Tón se vytváří trsnutím havraního brku, koženého trnu nebo kovového háčku o strunu. Každá ze strun má vlastní dusítko. Vytváří se tak zvonivý, silný, ale krátký tón neschopný dynamických změn ani způsobu trsnutí o strunu jiný, než který vyplývá z konstrukce nástroje. Cembalo tedy na rozdíl od klavíru nemá pedály – hráč hraje pouze rukama.

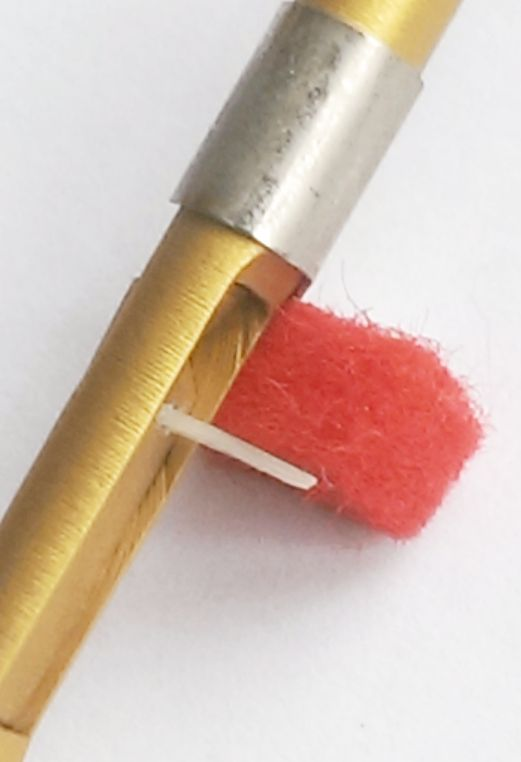
Detail trsátka a dusítka u pozdějšího typu cembala
- Detail trsání na cembalové struny

Neschopnost dynamiky je však vyvážená možností změny barvy tónu. Jsou používány dvě klaviatury odpovídající dvěma soustavám strun, z nichž jedna bývá zdvojena. Podobně jako u varhan bývá klavicembalo vybaveno rejstříky. Tzv. čtyřstopý zdvojuje tón tónem o oktávu vyšším, šestnáctistopý naopak s tónem o oktávu nižším, osmistopý učiní funkční spodní klaviaturu a dalším rejstříkem je možno obě klávesnice spojit. Dalších efektů se dosahuje jinými technickými prostředky. Při zavedení loutnového rejstříku se ke strunám přiloží lišta opatřená plstí, u buffového rejstříku zase pergamenový pásek. Podobně byly konstruovány rejstříky harfové, bubnové, zvonkové a další. Transpoziční rejstřík zase posouvá celou klaviaturu o šířku jedné či více kláves, takže skutečný zvuk je o šířku posunutí vyšší či nižší.
Podstatné je, že hudebník u klavicembala seděl čelem ke strunám nataženým napříč. V Anglii se takto konstruovanému nástroji říkalo virginal, v Německu spinet, podle nástrojaře Giovanni Spinettiho, který nástroj významně zdokonalil.

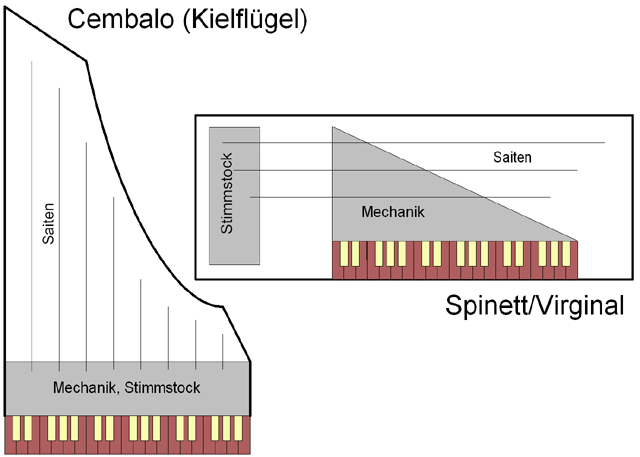
Schéma možností konstrukce cembala
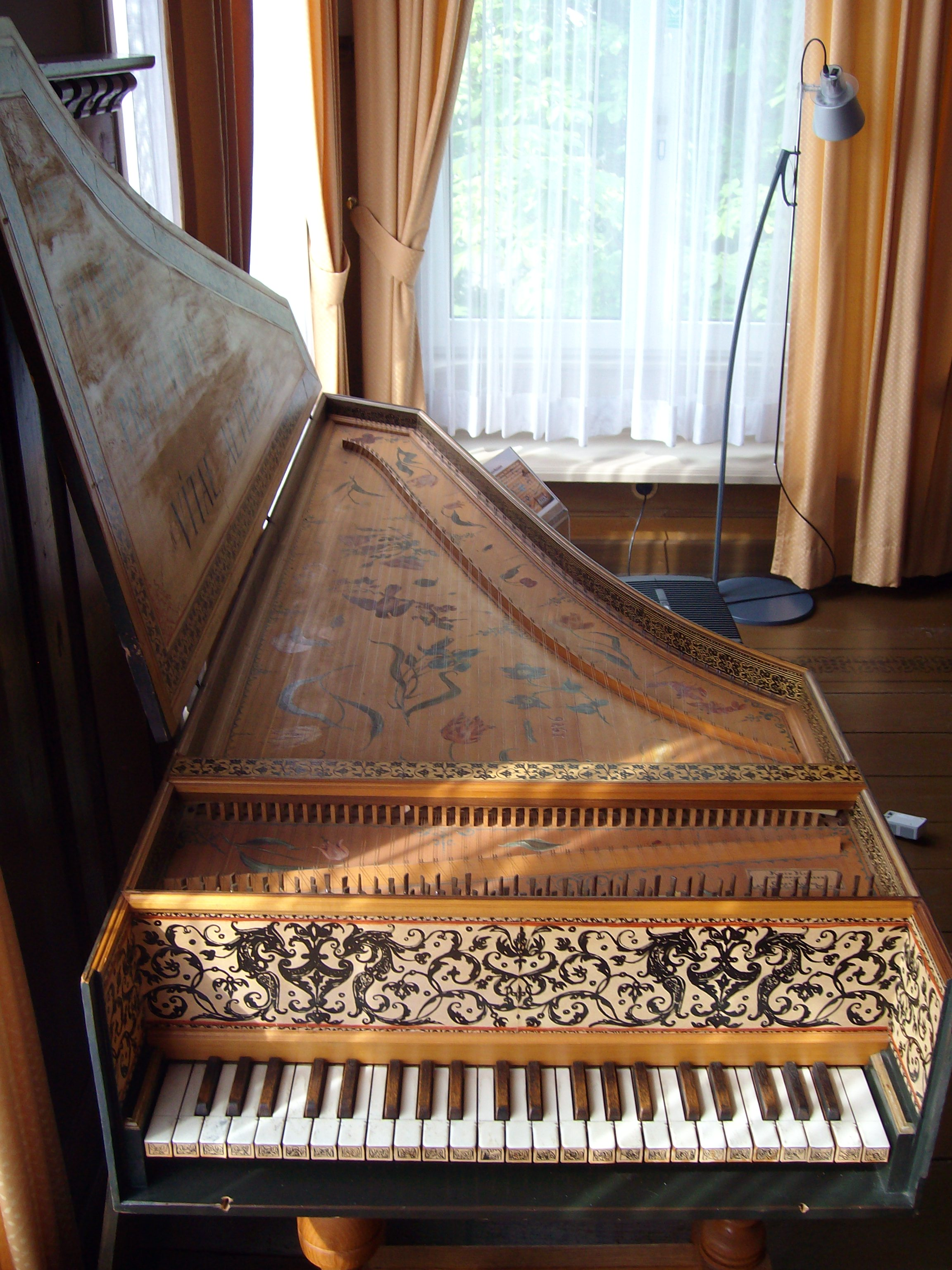
Cembalo (se strunami rovnoběžně s hráčem)
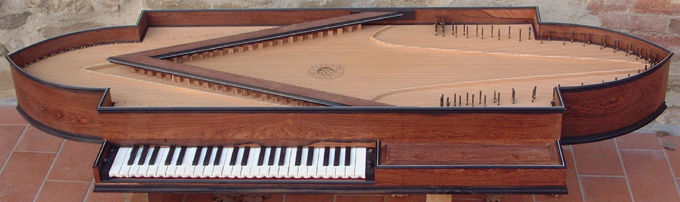
Virginal (se strunami kolmo k hráči)
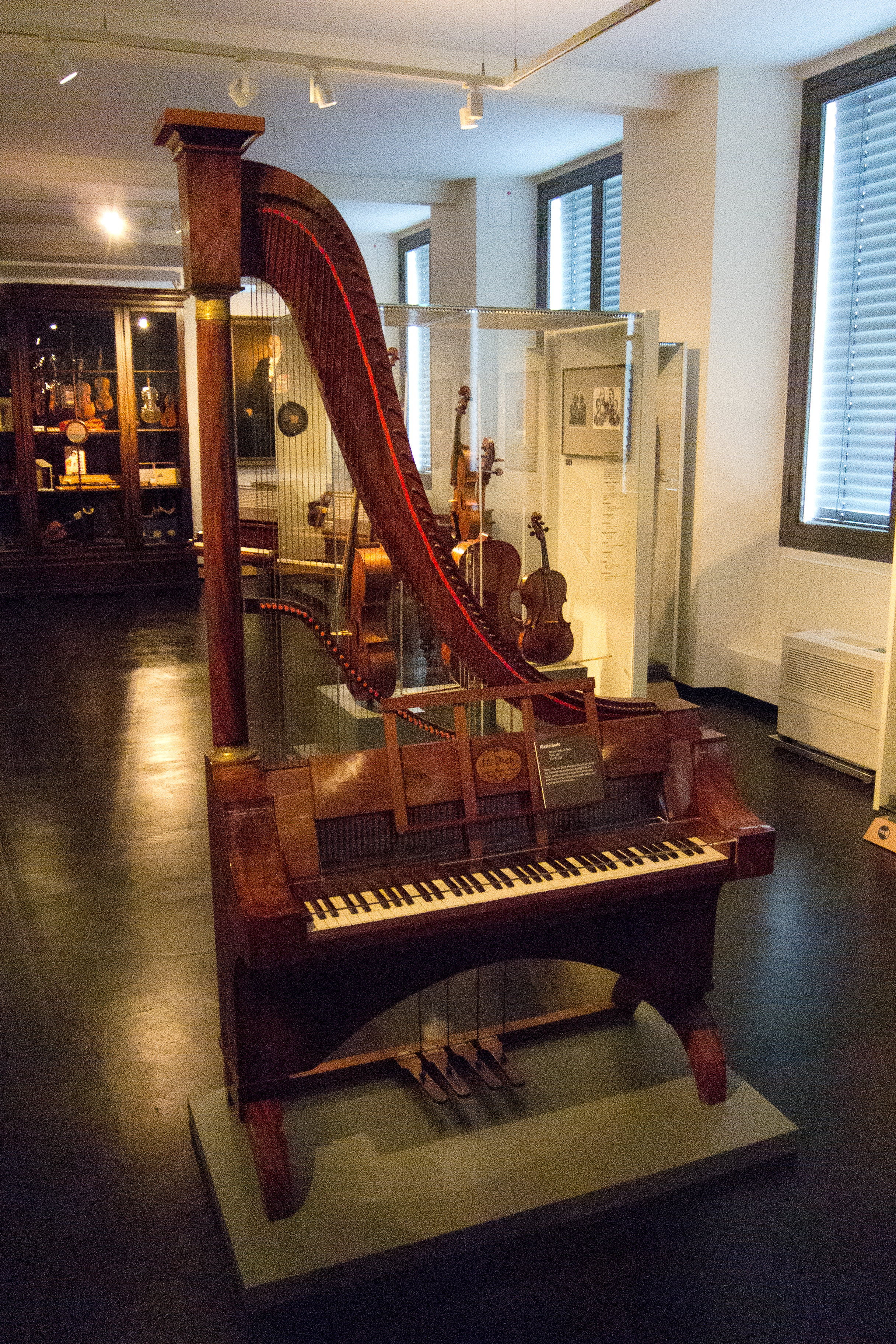
Harp harpsichord (něm. Klavierharpe)

Dalším vývojem se změnilo posazení hráče. Hudebník je přesazen na užší stranu nástroje a struny jsou nataženy směrem od něj. Nástroj se pak značně podobá cimbálu a vžil se pro něj název clavicembalo nebo zkráceně cembalo. V Anglii je dodnes znám jako harpsichord. Podle podoby s ptačím křídlem se takto konstruovanému cembalu říkalo křídlo, což se přeneslo i na dnešní koncertní kladívkový klavír. Virginaly čili spinety byly kompaktnější a skladnější, takže mohly putovat i do domácností středostavových a muzikálně založených rodin; cembala „křídlové“ konstrukce byla a jsou rozložitější a vhodnější spíše do rozlehlejších (koncertních) sálů – mají také lepší akustické možnosti dané volitelným sklápěním desky přikrývající struny.
Na počátku 18. století byla vynalezena kladívková mechanika a po jejím zdokonalení a rozšíření se po celé 19. století zdálo, že cembalo bude již jen muzejním exponátem. Ve 20. století však došlo k neočekávané renesanci cembala, když umělci i obecenstvo rozpoznali, že skladby psané pro cembalo znějí autenticky a barevněji, jsou-li provedeny na originálním nástroji, zatímco klavír se v takovém případě zdá být nedokonalou náhražkou. I současní skladatelé ocenili zvukové možnosti cembala, které kladívkový klavír nemůže napodobit, a pro cembalo vzniká i nová literatura.